# Tylostega
Tylostega és un gènere d'arnes de la família Crambidae descrit per Edward Meyrick el 1894.

## Taxonomia
- Tylostega chrysanthes Meyrick, 1894
- Tylostega lata Du & Li, 2008
- Tylostega luniformis Du & Li, 2008
- Tylostega mesodora Meyrick, 1894
- Tylostega pectinata Du & Li, 2008
- Tylostega photias Meyrick, 1894
- Tylostega serrata Du & Li, 2008
- Tylostega tylostegalis (Hampson, 1900)
- Tylostega valvata Warren, 1896